# Francisco de la Lastra
Francisco de la Lastra (né le 4 octobre 1777 et mort le 13 mai 1852 à Santiago du Chili) fut un homme politique, un général militaire et le premier Directeur suprême au Chili. 

## Histoire

### Jeunesse et formation en Espagne
Francisco de la Lastra naît le 4 octobre 1777 à Santiago, d'Antonio de La Lastra Cortés et María de la Sotta y Águila. À un jeune âge, il est envoyé par son père en Espagne pour y faire ses études avant de rejoindre la marine royale espagnole. Il est promu lieutenant de vaisseau en 1803. Après son retour dans son Chili natal en 1804, il continue à exercer diverses fonctions dans l'armée. 

### Retour au Chili
Après sa défaite à la bataille de Rancagua d'octobre 1814, les royalistes confinent Francisco de la Lastra sur les îles de Juan Fernandez. Il faut attendre la Bataille de Chacabuco de 1817 pour que Francisco de la Lastra recouvre la liberté et reprenne ainsi ses activités politiques et militaires.
Il occupe à trois reprises la fonction de gouverneur de Valparaíso entre 1818 et 1825. Lors de son troisième et dernier mandat, il s'attêle à la modernisation et l'organisation de la marine militaire. 
Il participe à la guerre civile chilienne de 1829.
En 1841, il est nommé comme membre de la Cour martiale du Chili.